# Кирпичики (Курганська область)
Кирпи́чики (рос. Кирпичики) — присілок у складі Шатровського району Курганської області, Росія. Входить до складу Баринівської сільської ради.
Населення — 2 особи (2010, 0 у 2002).